# زولتان لونکا
زولتان لونکا (رومانیایی: Zoltan Lunka؛ زادهٔ ۲۲ مهٔ ۱۹۷۰) بوکسور رومانیایی‌تبار اهل آلمان بود.
وی همچنین برندهٔ جوایزی همچون برگ بوی نقره‌ای شده‌است.